# Wysselki
Wysselki (russisch Вы́селки) ist eine Staniza in der Region Krasnodar in Russland mit 19.426 Einwohnern (Stand 14. Oktober 2010).

## Geographie
Der Ort liegt etwa 70 Kilometer nordöstlich der Regionshauptstadt Krasnodar am Flüsschen Schurawka im Einzugsgebiet des Beissug. Wysselki und ist Verwaltungszentrum des gleichnamigen Rajons Wysselki (Wysselkowski).

## Geschichte
Bis in die 1870er Jahre war das Gebiet um Wysselki nur wenig bevölkert. Kosakensiedlungen befanden sich westlicher, südwestlicher und südöstlicher. Diejenigen Kosaken, die in ihren Siedlungen keine eigene Parzelle für Ackerbau bekommen hatten, konnten bei der Regierung des Gebietes ein Stück Erde in so einem noch nicht besiedelten Ort beanspruchen. Auf diesem Wege entstand 1893 auf dem Territorium der heutigen Siedlung ein Bauerngut Worowskolesski bzw. eine Tochtersiedlung der Siedlung Worowskolesskaja. Die Umsiedler erhielten von der Regierung des Gebiets eine Subvention in der Höhe von 25 Rubel per Haushalt und 10.000 Rubel für öffentliche Zwecke. Am 10. Oktober 1903 wurde das Bauerngut zur Siedlung Wysselki reorganisiert.
Umsiedler aus der Staniza Suworowskaja gründeten im Frühjahr 1910 am gegenseitigen Ufer des Flusses Schurawka eine weitere Siedlung. Die beiden Siedlungen bilden zusammen das Territorium der heutigen Staniza.

### Bevölkerungsentwicklung
| Jahr | Einwohner |
| ---- | --------- |
| 1939 | 7.993     |
| 1959 | 14.455    |
| 1970 | 14.960    |
| 1979 | 15.985    |
| 1989 | 17.683    |
| 2002 | 18.507    |
| 2010 | 19.426    |

Anmerkung: Volkszählungsdaten

## Infrastruktur
Wysselki liegt an der Eisenbahnstrecke von (Wolgograd–)Tichorezkaja–Krasnodar und weiter an die Schwarzmeerküste Richtung Noworossijsk und Sotschi (Streckenkilometer 597 ab Wolgograd). Etwa zehn Kilometer nordwestlich führt an der Staniza die Fernstraße M4 Moskau–Rostow–Noworossijsk vorbei.

## Persönlichkeiten
- Alexander Tkatschow (* 1960), Politiker
- Alexander Storoschuk (* 1981), Fußballspieler und -trainer
- Alexander Tschernikow (* 2000), Fußballspieler
- Irakli Manelow (* 2002), Fußballspieler